# Netelia longicauda
Netelia longicauda är en stekelart som beskrevs av Konishi 1986. Netelia longicauda ingår i släktet Netelia och familjen brokparasitsteklar. Inga underarter finns listade i Catalogue of Life.